# Mula (Murcia)
Mula er en by og kommune i det sydøstlige Spanien i Murcia-regionen. Den har et indbyggertal på 17.585 (2024) indbyggere.